# 伊號第五十三潛艦
伊号第五三潜水舰（いごうだいごじゅうさんせんすいかん）是大日本帝国海军的一艘潜水艇。伊五二型潜水舰（丙型改潜水舰）的2号舰。的第二代袭此舰名的潜艇。作为回天攻撃隊活跃。
关于初代伊53，参见伊号第一五三潜水舰或者伊一五三型潜水舰。

## 舰历
- 1941年（昭和16年） 在《マル追計画》中计划建造。
- 1942年5月15日 在吴海军工厂开工建造。
  - 12月24日 下水。
- 1944年2月20日 竣工。编入第6舰队第11潜水战队进行训练活动。
  - 5月15日 从吴港出港，在卡維恩北面活動。
  - 5月19日 編入第15潜水隊。
  - 10月19日 从吴港出港，在菲律宾附近活動。归港后进行回天的搭載工程作业。
  - 12月27日 作为回天攻撃隊（金剛隊）的一员从吴港出港，在帕劳Kossol Roads发射3具回天。
- 1945年3月30日 搭载多多良隊的6具回天进行潜航实验中上浮时触雷，于是取消出港计划，在吴海军工厂进行修理。
  - 7月9日 作为多聞隊的一员从吴港出港。在吕宋岛附近海域发射由勝山淳中尉搭乗的1具回天，击沉美军护卫驱逐舰「アンダーヒル (USS Underhill, DE-682)」。这是現在所唯一知道的具体由回天操纵者取得战果。
  - 8月4日 发射2具回天。
  - 8月12日 回到吴港并在此迎来战争的终结。
  - 11月30日 除籍。
- 1946年4月1日 美军在五島列島附近海域将其作为实验目标海没处分。

## 歴代艦長

### 艤装員長
1. 豊増清八少佐（1944年2月15日-）

### 艦長
1. 豊増清八少佐（1944年2月20日-）
2. 大場佐一少佐（1945年2月1日-）